# Neoiphinoe kroyeri
Neoiphinoe kroyeri is een slakkensoort uit de familie van de Capulidae. De wetenschappelijke naam van de soort is voor het eerst geldig gepubliceerd in 1849 door Philippi.